# Oshimili North
Oshimili North è una delle venticinque aree a governo locale (local government areas) in cui è suddiviso lo stato di Delta, nella Repubblica Federale della Nigeria.
Conta una popolazione di 115.316 abitanti.